# 萊昂納多·加托
萊昂納多·加托（義大利語：Leonardo Gatto；1992年4月28日—）是一位英格蘭足球運動員，在場上的位置是中場。他現在效力於意大利足球乙級聯賽球隊蘭恰諾維圖斯足球俱樂部。他也代表意大利國青隊參賽。